# Universitas Cantat

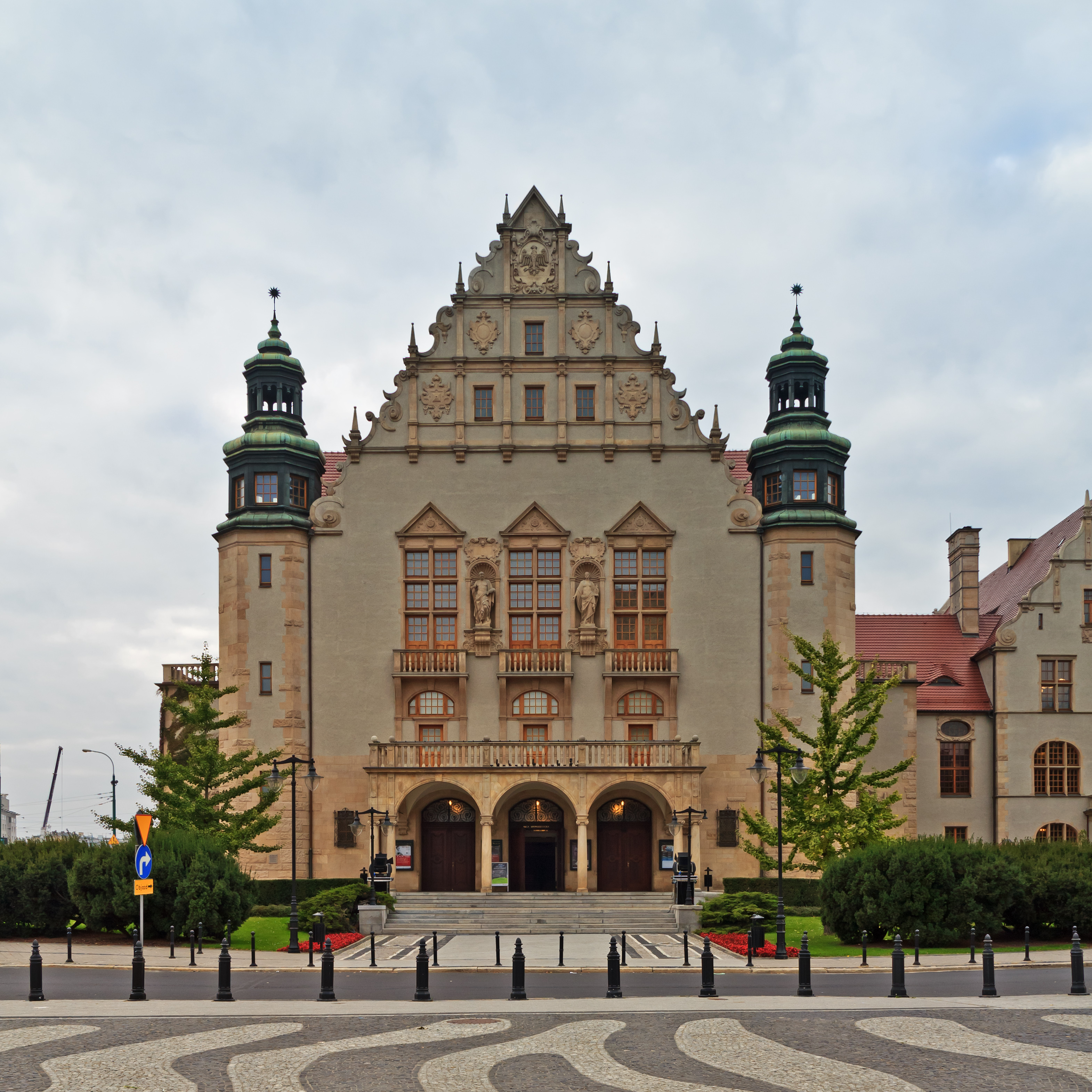
Phòng hòa nhạc đại học

Universitas Cantat là diễn đàn trình bày về đời sống âm nhạc của các trung tâm học thuật từ khắp nơi trên thế giới. Mỗi năm, các ca đoàn đại học hàng đầu gặp nhau ở Poznań.

## Lịch sử
Liên hoan hợp xướng đại học quốc tế được tổ chức lần đầu tiên vào năm 1998. Nó không mang tính cạnh tranh. Ý tưởng của sự kiện này xuất phát từ Hiệu trưởng của Đại học Adam Mickiewicz, trong khi ban tổ chức Trường Đại học, Ban hợp xướng AMU Chamber và Hiệp hội bạn bè hợp xướng AMU Chamber. Các nhà tổ chức muốn thiết lập một cây cầu âm nhạc kết nối các trường đại học từ khắp nơi trên thế giới. Giám đốc nghệ thuật là nhạc trưởng Ba Lan Krzysztof Szydzisz. Khoảng 6000 sinh viên từ 23 quốc gia đã tham gia vào mười một phiên bản lễ hội.
Các buổi hòa nhạc lễ hội diễn ra tại Phòng hòa nhạc Đại học và các địa điểm khác của tỉnh Wielkopolska, nhằm thể hiện sự đa dạng âm nhạc phong phú của các nhóm và văn hóa của các quốc gia đại diện (dàn hợp xướng biểu diễn âm nhạc từ các nước xuất xứ), tạo ra bầu không khí của sự cởi mở và khoan dung và trao đổi văn hóa truyền cảm hứng.
Giả định rất quan trọng của lễ hội là giới thiệu âm nhạc Ba Lan cho những người nước ngoài tham gia - mỗi năm tất cả các ca sĩ được mời làm việc cùng nhau trong tác phẩm đương đại của Ba Lan. Đỉnh cao của sự kiện là buổi hòa nhạc cuối cùng bao gồm mỗi phần trình bày hợp xướng và phần trình diễn của tác phẩm đương đại Ba Lan được chuẩn bị trong các buổi hội thảo của các ca đoàn đông đảo.
Cho đến khi, ngoại trừ các buổi biễu diễn
- 1998 - "Litania ad Spiritum Sanctum" Zbigniew Kozub,
- 1999 - "Angelus" Wojciech Kilar,
- 2000 - "Beati estis" Zbigniew Kobus,
- 2001 - "Quảng cáo IuventHR" Marek Jasiński,
- 2002 - Bản giao hưởng "Nihil homine Mirabilius" Krzesimir Dębski,
- 2003 - Bản giao hưởng II "Ver Redit" Krzesimir Dębski,
- 2005 - Bản giao hưởng "Festinemus amare homines" Paweł ukaszewski,
- 2007 - "Raptus Europae" Marek Jasiński,
- 2009 - "Exegi Monumentum" Romuald Twardowski,
- 2011 - "Amor Vincit", âm nhạc: Miłosz Bembinow, văn bản: những mảnh vỡ của " Carmina Burana " [2]
- 2013 - "Origo Mundi", âm nhạc: Jacek Sykulski, văn bản: những đoạn "Biến thái" của Ovid
- 2015 - "Arion", âm nhạc: Zuzanna Koziej, văn bản: những đoạn "Fasti" của Ovid

## Ban tổ chức
- Đại học Adam Mickiewicz ở Poznań
- Dàn hợp xướng thính phòng của Đại học Adam Mickiewicz ở Poznań
- Quỹ đại học Adam Mickiewicz
- Hiệp hội bạn bè hợp xướng thính phòng AMU.

## Nhà bảo trợ
- Bảo trợ - Hiệu trưởng AMU prof. Phế quản
- Bảo trợ danh dự - Tổng thống Ba Lan Bronisław Komorowski